# 李英敏
李英敏（1917年—），原名何世权，笔名李毅生，男，京族，广西北海人，中国剧作家，中国群众文化学会副会长，中国电影家协会原党组副书记、书记处书记。